# Myrtea spinifera
Myrtea spinifera is een tweekleppigensoort uit de familie van de Lucinidae. De wetenschappelijke naam van de soort werd in 1803 voor het eerst geldig gepubliceerd door George Montagu als Venus spinifera.

## Beschrijving
Myrtea spinifera heeft een gelijkmatig eivormige kleppen met afgeronde vouwen aan de voor- en achterkant. Hij wordt tot 26 mm lang. De kleppen hebben ongelijke zijden; de kleine, puntige wervels zijn schuin naar voren gerold en iets naar de voorkant verschoven (tot ongeveer 40% van de totale lengte van de klep vanaf de voorkant). De achterste dorsale marge is bijna recht tot licht convex. De achterrand is vrijwel verticaal en recht. De voorste dorsale rand gaat dieper en is recht tot licht concaaf. Ook de voorrand is iets ingekort, zit iets hoger dan de achterrand en loopt schuin af naar voren. De buikrand is zeer goed afgerond.
Er is een korte, diepe, eivormige lunula (maantje) aanwezig. Het area (rugveld) is lang en diep. De lunula en het gebied worden begrensd door knobbelachtige of tandachtige uitsteeksels van de sculptuur. Het ligament is een lichtbruine band die ongeveer de helft van de afstand van de achterste dorsale rand beslaat. Er is één hoofdtand in de rechterklep en twee hoofdtanden in de linkerklep. In beide kleppen zijn ook een voorste en een achterste laterale tand ontwikkeld. Langs de dorsale rand kan zich een rand ontwikkelen, die verschijnt als een extra laterale tand. De oppervlaktelijn is compleet en niet ingesprongen. De voorste sluitspier is groter, langer en smaller dan de achterste sluitspier.
De matig dikke en stevige schelp is wit of crèmekleurig. Het patroon bestaat uit ongeveer 40 concentrische lijntjes, die aan de voor- en achterkant zijn versierd met knobbeltjes. In de tussengebieden zijn fijne groeistrepen te zien. De binnenrand van de behuizing is glad. Het periostracum is een dunne, crèmekleurige, organische laag. De binnenkant van de schaal is ook witachtig, maar kan nog een lichte roze tint hebben.

## Verspreiding en leefgebied
Het verspreidingsgebied strekt zich uit van Noorwegen tot aan de Middellandse Zee. Hij wordt ook aangetroffen in de wateren rond de Canarische Eilanden, Madeira, de Kaapverdische Eilanden en de Azoren.
Myrtea spinifera leeft in modderige en modderige zandige, alsook modderige grindachtige sedimenten van onder de laagwaterlijn tot een waterdiepte van ongeveer 250 meter. Het wordt zelden dieper gevonden, tot een maximale diepte van 900 meter.